# 顺昌之战
顺昌之战是南宋初期抗金战役之一。
绍兴十年（1140年），金军南下顺昌府（今安徽省阜阳市）。劉錡率八字軍到达该地，赶修防御工事，并挫败金军葛王完顏褎及龙虎大王完顏突合速。金主帅兀术以主力攻之，又为所挫，乃去。顺昌之战中宋军以不满二万人的兵力，击败金军十余万。